# Smíchovská aréna
Smíchovská aréna se nazývaly dvě letní scény Švandova divadla na Smíchově. První byla provozována v letech 1871–1883 a zbořena 1886. Druhá smíchovská Aréna byla postavena v roce 1891. V roce 1928 byla prodána jinému majiteli a v roce 1938 zbořena.

## Historie

### První smíchovská aréna

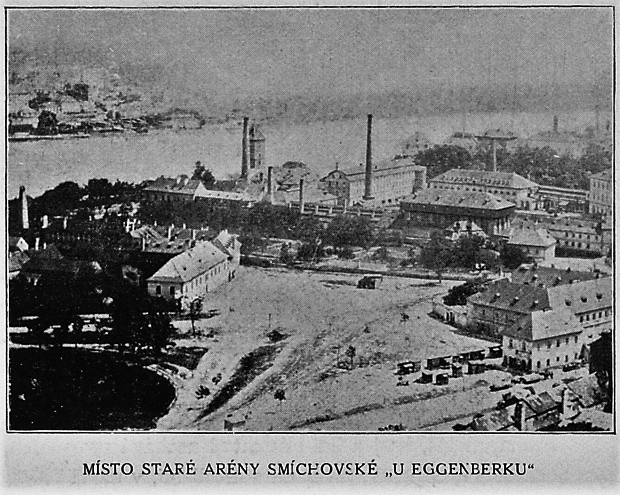
Místo, kde stála první Aréna "Eggenberk" (foto před 1911)

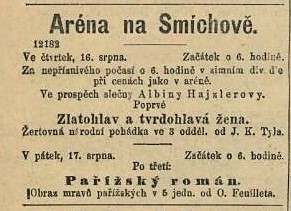
Smíchovská Aréna, dobový inzerát (1883)

Divadelní podnikatel Pavel Švanda ze Semčic vybudoval v roce 1869 svou první divadelní arénu v místě bývalé vinice Křížovka (na dnešních Královských Vinohradech, poblíž Vinohradské třídy), tzv. Pštrossce. Pro velkou konkurenci dalších divadelních arén v okolí přesídlil v roce 1871 do nové arény, kterou již vybudoval na Smíchově – poblíž tehdejšího hostince Eggenberg (též psáno Eggenberk), který stával mezi dnešní Vodní ulicí a Náměstím Kinských. Zde zahájil provoz 21. května 1871 fraškou Farářova kuchařka; tisk o stavbě uvedl, že „...Nová arena na Smíchově je prostrannější, než arena ve Pštrosce a ponenáhlým vyvýšením přízemních míst velmi prakticky zařízena...“.
Naopak Vendelín Budil ve svých vzpomínkách prohlásil „Nová arena na Smíchově, pusté její okolí a zvetšelý "Eggengerg" se nám pranic nelíbily.“ Podle jeho popisu bylo nekryté jak hlediště, tak jeviště, na jevišti byl písek. Kryté byly pouze zasklené kůlny za jevištěm, ve kterých byly šatny. Podle Budilova popisu pojmula stavba pohodlně 1 500 diváků.
V roce 1881 přesídlila Švandova společnost do nového smíchovského kamenného divadla (tehdy Divadlo U Libuše, dnes Švandovo divadlo). Ještě v roce 1883 ale inzeroval tisk letní představení v aréně, která byla v případě nepříznivého počasí přeložena do kamenného divadla.

### Druhá smíchovská Aréna
Pavel Švanda ze Semčic zemřel počátkem roku 1891 a řízení výstavby Arény se ujala jeho manželka Eliška Pešková. Stavba nové smíchovské Arény začala téhož roku a již 3. června 1891 se zde konalo první představení. (V květnu 1891 byla v Praze zahájena tzv. Jubilejní výstava a Švanda očekával, že návštěvníci výstavy budou hojně navštěvovat i Arénu. Tato představa se však naplnila jen zčásti.) Z Arény se stala letní scéna Švandovy divadelní společnosti. Divadelní koncese pro smíchovské scény (kamenné scény i Arény přešla po smrti zakladatele Pavla Švandy ze Semčic vdovu Elišku Peškovou. Když ta zemřela (1895), získala koncesi jejich dcera Marie Koldinská.
Roku 1902 byla Aréna zastřešena a bylo zde instalováno topení. Tak byl v Aréně umožněn celoroční provoz.

### Aréna v majetku A. Fencla a její zánik
V roce 1924 prodali dědicové Arénu herci a producentovi Antonínu Fenclovi (1881–1952). Ten ji přestavěl a provozoval zde především operetní představení.
V dubnu 1934 shořela dřevěná tribuna fotbalového stadionu pražské Sparty. a Antonín Fencl se rozhodl přestavět Arénu na kamenné divadlo. Správní rada sousedního Smíchovského pivovaru však tuto přestavbu znemožnila. V roce 1938 Arénu i pozemek odkoupila smíchovská obec a téhož roku stavbu odstranila.

## Osobnosti smíchovské Arény

### Přední herci a zpěváci
Ve smíchovské aréně vystupoval do roku 1924 soubor Švandova divadla. V prvním představení roku 1871 vystupoval např. tehdy slavný Vendelín Budil. V letech 1901 a 1903–1906 zde hrála Mařenka Zieglerová (1881–1906). V mládí zde vystupoval i Hugo Kraus, pozdější přední člen Velké operety.

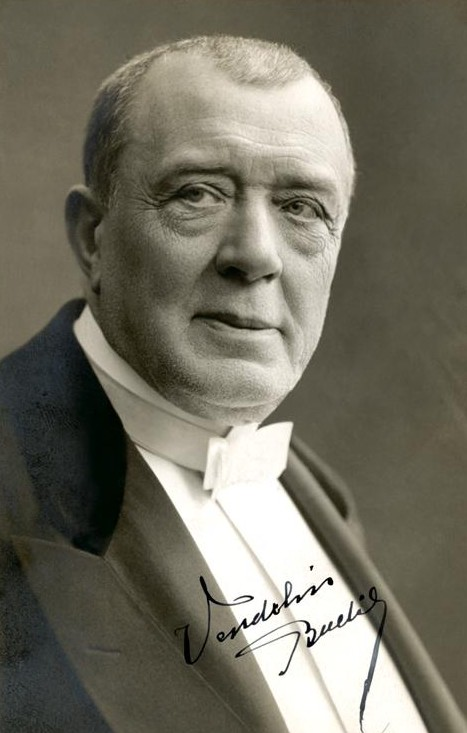
Vendelín Budil (1847-1928)
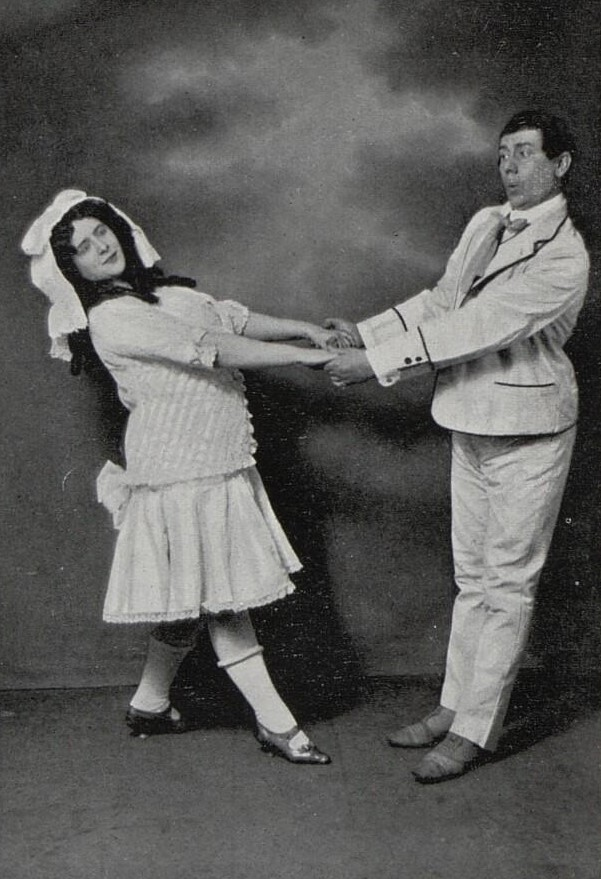
Mařenka Zieglerová, Smíchovská Aréna, "V záři milionů" 1909
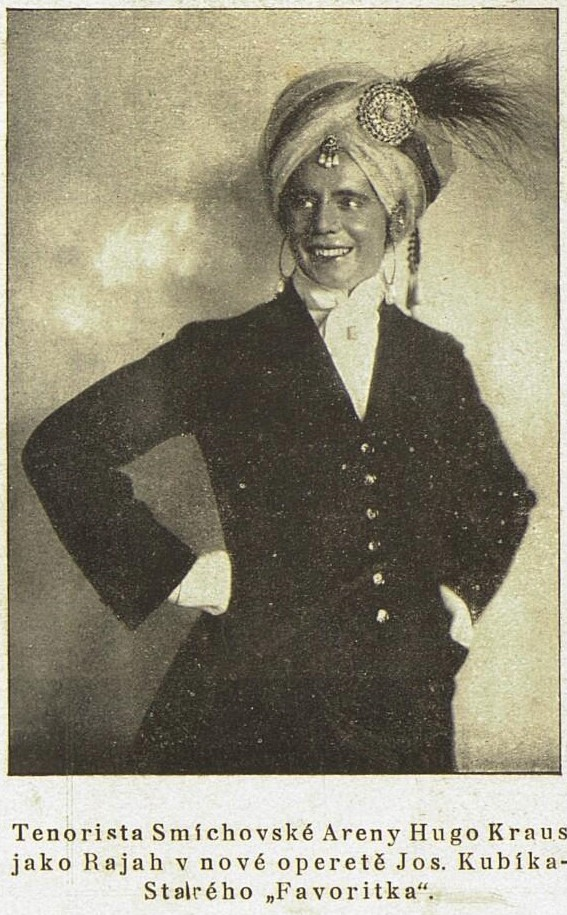
Hugo Kraus, 1918

### Další osobnosti
Vůdčí osobností vzniku a provozu obou smíchovských arén byl Pavel Švanda ze Semčic (1825–1891), po jeho smrti vdova, herečka Eliška Pešková (1833–1895) a jejich syn Pavel Švanda ml. (1855–1923). Antonín Fencl (1881-1952), herec, producent, režisér) vlastnil a provozoval Arénu v letech 1924–1938, do jejího zániku.

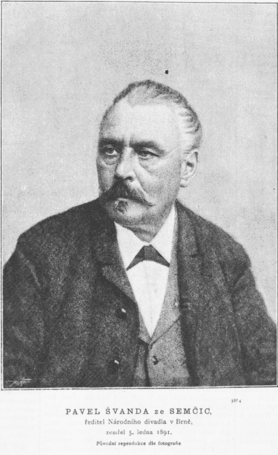
Pavel Švanda ze Semčic, 1891
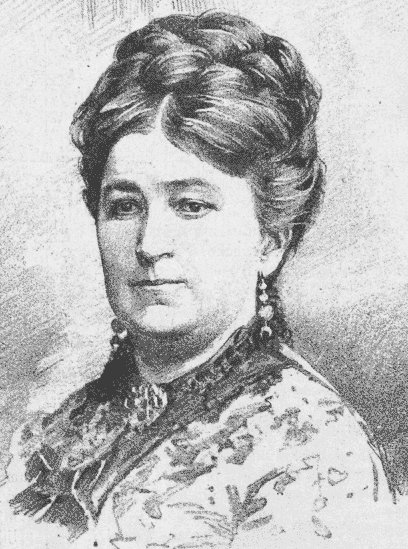
Eliška Pešková, 1883
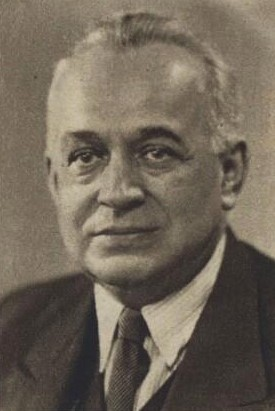
Antonín Fencl, 1943

## Repertoár smíchovské Arény

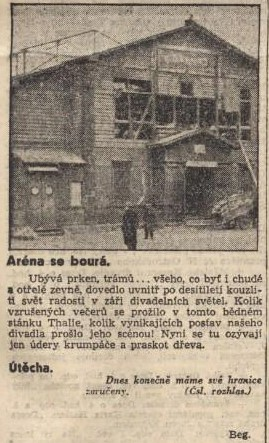
Bourání smíchovské Arény, 1938

V dobách, kdy smíchovskou Arénu vedl Pavel Švanda ze Semčic a jeho dědicové, byla letní scénou a uváděla repertoár, který byl v zimě přesunut do krytých prostor. Na programu byla jak činohra, tak zpěvohry či operety, v prvních letech i opera.
Nový majitel Antonin Fencl, který smíchovskou Arénu zakoupil v roce 1924 s cílem provozovat zde operetu, vstoupil do silně konkurenčního prostředí. Ve třicátých letech 20. století bylo v Praze několik dalších divadel, které provozovaly operety. Jednalo se o Vinohradskou zpěvohru, holešovickou Uranii a od roku 1929 Velká opereta, v roce 1930 přibyla Malá opereta a v letech 1932–1936 Moderní opereta.
Antonín Fencl budovu zmodernizoval a 12. 7. 1924 zahájil zpěvohrou Ty vltavské vrbičky". V komentáři k zániku Arény hodnotily Lidové noviny poslední období tak, že „...Po převratu začínalo se uměleckými injekcemi pošetilých revuí. Noví lidé v nové Praze dovedli strhnouti davy do jiných, dosud neznámých končin a Aréna se rychle vyžívala...“.

## Zajímavost
K bourání smíchovské Arény došlo na podzim 1938, v období po podpisu Mnichovské dohody a odstoupení Sudet hitlerovskému Německu. Deník Národní listy uveřejnil fotografii tohoto bourání, obklopenou informacemi o pomnichovských událostech; doprovodný text vytvořil ze zdánlivě nesouvisející fotografie alegorii okleštění Československa.